# 刘询 (民国)
刘询（1881年—?）字润田，直隶省河间府献县人。中华民国军事将领。

## 生平
刘询毕业于日本陆军士官学校步兵科。初为冯国璋的部下，清末民初历任陆军第八十一标统带官、第四十二协统领、直隶第一混成旅旅长、陆军第五混成旅旅长。 1914年9月，任江苏省淮扬镇守使，陆军第十五师师长。1919年底，冯国璋病逝后，刘询投靠皖系。1920年直皖战争期间，刘询任定国军西路军司令，后来去职。1924年，任北京临时执政府侍从武官长。